# ریچارد کینگ (ویرایشگر صدا)
ریچارد کینگ (انگلیسی: Richard King) ویرایشگر صدا اهل ایالات متحده آمریکا است. وی تا کنون در بیش از ۷۰ فیلم همکاری نموده‌ است و برنده ۴ جایزه اسکار میباشد. وی از دانشگاه جنوب فلوریدا فارغ‌التحصیل شده‌است.

## گزیده فیلمشناسی
- ناخدا و فرمانده: آخر دنیا (۲۰۰۳)
- بین ستاره‌ای (۲۰۱۴)
- جنگ دنیاها (۲۰۰۵)
- تلقین (۲۰۱۰)
- شوالیه تاریکی (۲۰۰۸)